# 江戸を斬る (西郷輝彦)
『江戸を斬る』（えどをきる）とは、TBS系で月曜20:00 - 20:54の『ナショナル劇場』（後のパナソニック ドラマシアター）で放送された時代劇シリーズ。原作は葉村彰子（V以降は原案）、音楽はいずみたくが担当。ナレーターは芥川隆行。本項では、西郷輝彦が遠山金四郎役で主演し、松坂慶子がヒロインのおゆきを演じた第2部から第6部について記述する。シリーズ全体の詳細は『江戸を斬る』を参照。

## あらすじ
義理人情に厚い名物女将・お政が営む魚屋「魚政」にふらりと出入りする、桜吹雪の見事な彫り物をした若い浪人。彼の正体は奉行などの要職を歴任した名門遠山家の跡取り息子・遠山金四郎で、お政は彼の元乳母だった。気楽な日々を送っていた金四郎は悪に苦しむ善良な人間を目の当たりにし、水戸藩藩主・烈公水戸斉昭（徳川斉昭）の導きで江戸を守る北町奉行に就任することを決意。
江戸を騒がす事件が起きれば腹心の同心や岡っ引きは勿論、金四郎の恋人で魚政の看板娘だが生来の正義感から謎の覆面剣士・紫頭巾に変装するお政の娘・おゆき（正体はお政に預けられた水戸家の姫・雪姫で、父・斉昭に金四郎を紹介した張本人）、魚政の売り子の一人だが実は金四郎に見逃されて改心した元義賊の大泥棒・鼠小僧の次郎吉と協力して潜入捜査にあたる。
そして捕縛した悪党や巻き込まれた人々を、金四郎が白州で時に厳しく怒りを持って、時に優しく慈悲を持って裁いていくのだった。
第2部では奸計を巡らせ、無実の者を陥れて私腹を肥やす南町奉行の「妖怪」・鳥居耀蔵と対峙。金四郎が南町奉行に就任した後の第3部では、傍若無人で強権的な取り締まりを進める火盗改めの「死神の重蔵」・脇坂重蔵と子飼いの悪徳岡っ引き・閻魔の伊蔵と対立する関係となる。
次郎吉が料理屋「まさご」を開業し、金四郎とおゆきが結婚して嫁姑問題が終息した後の第4部以降は、金四郎は正体を隠して威勢のいい町人・「大工の金公」に変装。一人冷や冷やする配下の同心・石橋堅吾をよそに、女岡っ引きの「捕物小町」・お京とその子分の出目の金太、堅吾の利発な息子・堅太郎達に親しく接する。おゆき・次郎吉と共に事件を解決して賢吾やお京らに影から花を持たせ、江戸の平和を守っていく。

## 主題歌
第2部から第6部を通した主題歌「ねがい」はいずれも主演の西郷輝彦が歌ったもので、作詞は山上路夫、作曲はシリーズのBGMを担当したいずみたく。第2部ではEDテーマとして、第3部以降ではOPテーマとして流された。
第2部EDに使用されたバージョンは未発売で、第3部以降で使用されたものよりもキーが低い。第3部以降のOPには1976年10月発売のレコード用に再録音されたフルコーラス版の前奏を短縮し、1コーラスに編集したバージョンが使用された。

## 江戸を斬るII
「江戸を斬るII」（えどをきる2）は1975年11月10日から1976年5月17日までTBSで放送されたナショナル劇場のドラマ。制作はC.A.L。全28話。ナショナル劇場としてもはじめての遠山金四郎物語である。

### 概要
保科正之の双子の弟・梓右近と幕府転落を企む由井正雪一派の動乱を描いた政治サスペンス劇の前作『江戸を斬る 梓右近隠密帳』から一転、『遠山の金さん』をモチーフに恋愛とホームドラマ要素を取り入れた一話完結ドラマに路線を変更した。
当時人気歌手だった西郷輝彦が 『水戸黄門』にゲスト出演した際の熱演を評価され、『どてらい男』（関西テレビ制作）で俳優としての頭角を現したことで時代劇初主演を果たした作品。松坂慶子は前作から引き続きヒロインを演じ、本作で大ブレイクを果たした。主演の西郷と松坂が美男美女同士で女性陣のお色気シーンもあってか、男性視聴者と女性視聴者両方の支持を獲得し高視聴率をマークし人気シリーズとなる。
その他のキャスティングは風車の弥七に相当する助っ人として松山英太郎が前作に続き出演。彼が演じる次郎吉は、普段は眼鏡をかけ、世を欺くために頼りない男として振舞っていた。また魚政の小頭（兄貴と呼ばれる）・太助を高橋元太郎が演じる。『II』のみ、両町奉行所とも、レギュラー出演する同心が設定されていない。
シリーズを通した悪役として、金田龍之介演ずる「妖怪」こと鳥居耀蔵、および、南町奉行所の岡っ引き・閻魔の伊蔵さらにその子分・銀次が登場する。『II』では松坂慶子はじめ、『江戸を斬る』シリーズの第1部である『江戸を斬る 梓右近隠密帳』から引き続き出演した俳優も少なくない。
本作では同じ題材を扱った『遠山の金さん』との差別化のため、奉行としての遠山金四郎が強調されている。金四郎の変装はほとんどが浪人姿や遊び人となっている。また、金四郎自身がトレードマークである桜吹雪の彫り物を「若気の至り」と恥じており、第2部から第4部では1、2回しか登場せず見せた後は白州で「よくも俺に恥をかかせやがったな」と吐き捨てる（当時はタトゥーシールが存在せず撮影の度に数時間もかけて直接肌に絵を描いており、西郷の負担を減らすための措置）。

### キャスト

#### メインレギュラー
- 遠山金四郎：西郷輝彦
- おゆき（雪姫）：松坂慶子
- 次郎吉（鼠小僧）：松山英太郎
- 橘町の源七：志垣太郎（第1話 - 第6話、第8話、第10話 - 第28話）
- 太助：高橋元太郎
- お千代：遠藤真理子
- お小夜：いけだももこ
- 弥太：日吉としやす
- 清吉：小笠原剛
- 己之助：鳥巣哲生
- 仙太：水谷邦久
- 竹造：尾沢誠
- 留吉：小坂和之
- お政：春川ますみ

#### 準レギュラー
- 水野由美：山口いづみ（第2話、第4話 - 第7話、第17話、第25話、第27話、第28話）
- お春：沢田亜矢子（第2話、第3話、第5話、第6話、第8話、第13話、第20話、第21話、第23話、第25話）
- 本庄茂平次：横森久（第1話 - 第3話、第6話、第7話、第9話 - 第11話、第15話 - 第17話、第24話、第26話 - 第28話）
- 銀次：岡部正純（第9話、第11話 - 第14話、第16話 - 第18話、第20話、第21話、第23話 - 第28話）
- 岩松：鮎川浩（第1話、第13話）
- 鬼頭正眼：伊吹聰太朗（第1話、第6話、第10話、第27話、第28話）
- お浜：二本柳俊衣（第7話、第16話）
- 島村弥五郎：髙田次郎（第3話、第10話、第16話、第19話）
- 中山伝右衛門：大坂志郎（第2話）
- 原田喜左衛門：中村錦司（第3話 - 第5話、第7話 - 第10話、第14話、第16話、第20話、第22話、第23話、第26話 - 第28話）
- 関谷五郎次：北村英三（第3話、第4話、第10話、第19話、第20話、第22話）
- 彦兵衛：長浜藤夫（第3話、第8話、第21話、第25話）
- 菊乃：橘倫子（第7話、第17話、第25話、第27話）
- 喜蔵：不破潤（第9話、第16話）
- 新門辰五郎：中村竹弥（第9話、第16話）
- 千葉周作：中谷一郎（第1話、第28話）
- 後藤三右衛門：田中明夫（第2話、第3話、第27話、第28話）
- 水野忠邦：安部徹（第1話 - 第4話、第6話、第7話、第10話、第12話、第17話、第22話、第27話）
- 鳥居耀蔵：金田龍之介（第1話 - 第4話、第6話、第8話 - 第12話、第14話 - 第18話、第20話、第22話、第24話、第26話 - 第28話）
- 徳川家慶：入川保則（第27話、第28話）
- 徳川斉昭：森繁久彌（特別出演）（第1話、第2話、第9話、第28話）

### スタッフ
- 企画：逸見稔（ノンクレジット）
- 原作：葉村彰子
- 脚本：葉村彰子（第1話 - 第5話、第7話、第9話、第14話、第17話、第20話、第21話、第23話 - 第28話）、大西信行（第6話、第11話、第13話、第16話、第17話、第23話）、柴英三郎（第8話）、加藤泰（第10話、第19話）、さわさかえ（第12話、第15話）、田上雄（第18話）、山内鉄也（第22話）、津田幸夫（第24話）
- 監督：山内鉄也（第1話、第2話、第5話、第8話 - 第10話、第12話、第17話、第22話、第23話、第27話、第28話）、松尾正武（第3話、第4話、第6話、第7話、第13話、第25話）、内出好吉（第11話、第14話 - 第16話、第18話、第20話）、河野寿一（第19話）、倉田準二（第21話、第24話、第26話）
- プロデューサー：西村俊一、郡進剛
- 音楽：いずみたく
- 主題歌：「ねがい」（作詞：山上路夫 / 作曲：いずみたく / 唄：西郷輝彦）
- ナレーター：芥川隆行
- タイトル画：村上豊
- 題字：益川進
- 撮影：萩屋信、並河孝治、河原崎隆夫、原田裕平
- 照明：井上義一、真城喩、伊勢晴夫、佐々木政一
- 録音：加藤正行、神戸孝憲、渡部芳丈、面屋竜憲、矢部吉三
- 美術：鈴木孝俊
- 助監督：居川靖彦（第1話、第2話、第4話、第7話、第9話、第23話）、髙倉祐二（第3話、第6話、第8話、第10話、第19話、第21話）、渡辺譲（第5話、第12話 - 第14話、第24話 - 第26話）、矢田清巳（第11話、第15話 - 第18話、第22話、第27話 - 第28話）
- 記録：川島庸子、篠敦子、長岡君枝、藤原凪子、大原より子、石田照
- 編集：河合勝巳
- 擬斗：上野隆三、菅原俊夫、土井淳之祐（東映剣会）
- 衣裳：東京衣裳
- 美粧・結髪：東和美粧
- 装飾：関西美工
- 装置：国松
- 邦楽監修：中本敏生
- 特技：宍戸大全
- 演技事務：本多和雄、下川譲
- 進行主任：杉浦満州男
- 現像：東洋現像所
- 制作協力：松竹
- 制作協力：東映
- 制作：C.A.L

## 江戸を斬るIII
「江戸を斬るIII」（えどをきる3）は1977年1月17日から1977年7月11日までTBSで放送されたナショナル劇場のドラマ。制作はC.A.L。全26話。

### 概要
本シリーズから、西郷の主題歌がオープニングに移動し、インストゥルメンタル版がエンディングに移動した。本シリーズ以後（正確には第2部の最終話から）金四郎は南町奉行所を務めている。また、レギュラーの同心がはじめて設定された。本作では田村亮演じる片桐弥平次である。その他のキャスティングでは太助が退職し、次郎吉が「魚政」の小頭になる。前シリーズとは違い、眼鏡もなくなり、松山が「大岡越前」で演じている猿の三次のような、普段から頼もしい「兄貴」になる。お政の次女、お小夜の存在が抹消され、おゆきとお千代の2人姉妹となる。第13話で金四郎がおゆきと結婚する。
本作では成田三樹夫演ずる死神の重蔵こと脇坂重蔵率いる火盗改めが敵対組織として登場。閻魔の伊蔵と銀次も引き続き登場する。伊蔵たちは第24話を最後にフェードアウトし、脇坂とは第25話終盤で和解した。
本シリーズでは、同放送枠の「大岡越前」にレギュラー出演した俳優が最も多かった。

### キャスト

#### メインレギュラー
- 遠山金四郎：西郷輝彦
- おゆき（雪姫）：松坂慶子
- 次郎吉（鼠小僧）：松山英太郎
- 小網町の佐吉：和田浩治（第1話 - 第4話、第6話 - 第13話、第15話 - 第26話）
- 片桐弥平次：田村亮（第1話 - 第4話、第6話 - 第9話、第11話、第13話、第15話、第17話、第20話、第21話、第23話 - 第26話）
- 咲：大山のぶ代（第1話 - 第4話、第7話、第11話 - 第18話、第20話、第21話、第23話 - 第26話）
- お千代：遠藤真理子
- 弥太：日吉としやす（第1話 - 第14話、第16話 - 第26話）
- 竹造：尾沢誠（第1話 - 第14話、第16話 - 第26話）
- 己之助：鳥巣哲生（第1話 - 第14話、第16話 - 第26話）
- 仙太：東田真之（第1話 - 第2話、第4話 - 第14話、第16話 - 第26話）
- 清吉：小笠原剛（第1話 - 第2話、第4話 - 第14話、第16話 - 第26話）
- 留吉：小坂和之（第1話 - 第14話、第16話 - 第26話）
- お政：春川ますみ
- 遠山うめ：千石規子（第1話 - 第4話、第7話、第11話 - 第18話、第20話 - 第21話、第23話 - 第26話）
- 脇坂重蔵：成田三樹夫（第1話 - 第2話、第9話 - 第10話、第14話、第17話、第21話、第23話、第25話）

#### 準レギュラー
- お春：沢田亜矢子（第2話、第18話、第24話）
- 脇坂八重：千代恵（第1話、第17話、第21話、第25話）
- 閻魔の伊蔵：南道郎（第2話、第3話、第6話 - 第9話、第15話、第16話、第18話、第20話、第24話）
- 銀次：岡部正純（第2話 - 第3話、第6話 - 第9話、第15話、第16話、第18話、第20話、第24話）
- 木島忠兵衛：水上保広（第6話、第9話、第12話、第24話）
- 原田喜左衛門：中村錦司（第1話 - 第4話、第7話、第10話 - 第14話、第17話、第18話、第20話、第21話、第23話、第24話、第26話）
- 池田孫六：深江章喜（第9話 - 第11話、第14話、第17話、第21話、第25話）
- 中島貞五郎：山本清（第1話、第2話）
- 檜垣五平太：伊吹徹（第1話、第2話、第9話、第14話、第17話）
- お京：ジャネット八田（第6話、第8話、第26話）
- ひょう六：うえずみのる（第6話、第8話）
- 彦兵衛：長浜藤夫（第18話、第24話）
- 与力：武周暢（第4話、第8話、第13話）
- 脇坂和泉守：永野達雄（第1話、第10話、第23話、第25話）
- 阿部伊勢守正弘：中丸忠雄（第13話）
- 徳川家慶：入川保則（第13話）
- 中山伝右衛門：大坂志郎（第12話、第13話）
- 徳川斉昭：森繁久彌（特別出演）（第12話、第13話）

### スタッフ
- 企画：逸見稔（ノンクレジット）
- 原作：葉村彰子
- 脚本：葉村彰子（第1話 - 第3話、第7話 - 第9話、第12話、第13話、第15話、第17話、第18話、第21話 - 第23話、第25話、第26話）、加藤泰（第4話、第10話、第14話、第19話）、大西信行（第5話、第11話、第16話）、山内鉄也（第6話、第20話、第24話）
- 監督：山内鉄也（第1話、第2話、第4話、第7話 - 第8話、第12話 - 第15話、第18話、第20話 - 第22話、第25話、第26話）、内出好吉（第3話、第5話 - 第6話、第9話 - 第11話）、皆川隆之（第16話、第19話、第23話、第24話）、居川靖彦（第17話）
- プロデューサー：西村俊一、郡進剛
- 音楽：いずみたく
- 主題歌：「ねがい」（作詞：山上路夫 / 作曲：いずみたく / 唄：西郷輝彦）
- ナレーター：芥川隆行
- タイトル画：村上豊
- 題字：益川進
- 撮影：萩屋清、原田裕平、山岸長樹、平山善樹
- 照明：真城喩、伊勢晴夫、中山治雄
- 録音：加藤正行、渡部芳丈、面屋竜憲、神戸孝憲
- 美術：鈴木孝俊、高見哲也
- 助監督：居川靖彦（第1話、第2話、第5話、第9話 - 第11話）、矢田清巳（第3話、第6話、第16話、第18話、第21話、第23話）、髙倉祐二（第4話、第7話、第8話、第12話、第17話、第19話、第24話）、渡辺譲（第13話 - 第15話、第20話、第22話、第25話、第26話）
- 記録：大原より子、川島庸子、野崎八重子、野口たき子、藤原瓜子、満尾敦子
- 編集：河合勝巳
- 擬斗：上野隆三、菅原俊夫（東映剣会）
- 衣裳：植田光三、佐々木常久
- 美粧・結髪：東和美粧
- 装飾：関西美工
- 装置：前川宗太郎
- 邦楽監修：中本敏生
- 特技：宍戸大全
- 演技事務：本多和雄
- 進行主任：杉浦満州男、山田勝
- 現像：東洋現像所
- 制作協力：松竹
- 制作協力：東映
- 制作：C.A.L

## 江戸を斬るIV
「江戸を斬るIV」（えどをきる4）は1979年2月12日から1979年8月6日までTBSで放送されたナショナル劇場のドラマ。製作はC.A.L。本作のみ三船プロダクションが制作協力にあり、撮影も京都でなく東京の同プロダクションのスタジオにて撮影され、三船敏郎もゲスト出演している。全26話。『水戸黄門第9部』の後番組として放映され、以後、VI終了後まで『水戸黄門』と交互に放映された。

### 概要
1年半ぶりの本作は前作までは町場での金四郎はほとんど浪人姿だったが、本シリーズからは「大工の金公」と名乗って町人姿で探索にあたるスタイルが本格化する。主要登場人物や各設定も本シリーズにおける設定がおおむね最終シリーズのVIまで継承される。なお、西郷は本シリーズ終了後の『大岡越前第6部』でも、本作の「金公」を髣髴とさせる役でレギュラー出演している。
本作の特徴は松坂の多忙によりおゆきの穴埋めのための新ヒロインとして女岡っ引き・お京を登場させた。
また南町奉行所に所縁のあるレギュラーキャラクターでも、大工の金公が金四郎であることを知らない人物が設定されている。同心・石橋堅吾の息子である石橋堅太郎や岡っ引きのお京、金太である（この3人は『Ⅵ』までを通じて金公が金四郎であることを知る描写はないが、お京と金太は第1話で奉行姿の金四郎に遭遇しており、終盤では侍姿の金四郎とおゆきを訝しがるシーンがある）。
本作の放映開始直前の時期までテレビ朝日系で、西郷が岡っ引きで主演する『風鈴捕物帳』が放送された。同作の音楽もいずみ・たくの担当であり、本シリーズの『V』以降のBGMは同作からも数多く流用されている。
本作のみ『破れ奉行』や『バトルホーク』などの作品で多用されたブリッジBGMが頻繁に使用された。
本作の第1話は最高視聴率は36.7%（ビデオリサーチ調べ。関東地区のみ計算）を記録。
この『IV』のポスターから「○月○日放送開始」から「○月○日スタート」という表記が使われるようになった。

### キャスト

#### メインレギュラー
- 遠山金四郎：西郷輝彦
- おゆき（雪姫）：松坂慶子（第1話 - 第5話、第8話 - 第10話、第12話、第14話 - 第15話、第17話 - 第21話、第23話、第26話）
- お京：ジュディ・オング（第1話 - 第8話、第10話 - 第12話、第14話 - 第15話、第17話 - 第19話、第21話、第23話 - 第26話）
- 次郎吉（鼠小僧）：松山英太郎
- 石橋堅吾：関口宏（第1話 - 第5話、第7話 - 第26話）
- 出目の金太：谷幹一（第1話 - 第19話、第21話、第23話 - 第26話）
- 石橋堅太郎：伊藤洋一（第1話、第3話、第5話、第7話、第10話、第12話、第15話、第21話、第24話、第26話）
- お千代：遠藤真理子（第1話 - 第3話、第5話 - 第18話、第20話 - 第22話、第24話 - 第26話）
- お美津：史織ゆき（第1話、第3話 - 第9話、第11話 - 第13話、第16話、第18話 - 第19話、第22話 - 第26話）
- お志乃：榊千代恵（第1話、第3話 - 第9話、第11話 - 第13話、第15話 - 第16話、第18話 - 第20話、第22話 - 第26話）
- 弥太：鳥巣哲生（第1話 - 第3話、第5話 - 第22話、第24話 - 第26話）
- 清吉：竹村洋輔（第1話 - 第3話、第5話 - 第22話、第24話 - 第26話）
- 留吉：記久輝光（第1話 - 第3話、第5話 - 第22話、第24話 - 第26話）
- 仙太：東田真一（第1話 - 第3話、第5話 - 第22話、第24話 - 第26話）
- お政：春川ますみ（第1話 - 第3話、第5話 - 第22話、第24話 - 第26話）

#### 準レギュラー
- 咲：大山のぶ代（第1話 - 第3話、第5話 - 第6話、第8話 - 第10話、第12話 - 第15話、第18話 - 第19話、第23話、第26話）
- 閻魔の伊蔵：田口計（第13話、第16話 - 第17話、第19話 - 第20話、第23話、第26話）
- 銀次：岡部正純（第13話、第16話 - 第17話、第19話 - 第20話、第23話、第26話）
- 原田喜左衛門：中村錦司（第1話 - 第2話、第5話、第8話 - 第9話、第12話 - 第15話、第18話、第20話、第22話 - 第23話、第26話）
- 千葉周作：三船敏郎（特別出演）（第8話）
- 脇坂重蔵：成田三樹夫（第19話）
- 阿部伊勢守正弘：中丸忠雄（第26話）
- 徳川家慶：田村亮（第26話）

### スタッフ
- 原作：葉村彰子
- 脚本：葉村彰子（第1話～第2話、第8話、第12話、第19話、第26話）、大西信行（第3話～第4話、第9話～第10話、第22話）、芦沢俊郎（第5話、第15話）、櫻井康裕（第6話、第13話）、大久保昌一良（第7話、第11話、第14話、第16話～第17話、第21話、第24話～第25話）、田上雄（第18話）、加藤泰（第20話、第23話）
- 監督：山内鉄也（第1話、第5話～第8話、第10話、第12話～第13話、第15話、第18話～第19話、第21話、第23話、第26話）、居川靖彦（第2話、第9話、第24話～第25話）、倉田準二（第3話～第4話）、松尾正武（第11話、第14話、第16話～第17話、第20話、第22話）
- プロデューサー：西村俊一、郡進剛
- 音楽：いずみたく
- 主題歌：「ねがい」（作詞：山上路夫 / 作曲：いずみたく / 唄：西郷輝彦）
- ナレーション：芥川隆行
- タイトル画：村上豊
- 題字：益川進
- 撮影：山田一夫、村野信明
- 美術：石田良之、安部衛、大橋豊一
- 録音：宮永晋、佐藤幸哉、板寺昇、古山恒夫
- 照明：佐藤幸郎、嶋田宣代士、釜田一
- 編集：河合勝巳
- 助監督：下村優（第1話～第10話、第13話、第19話）、林千樹（第11話、第14話、第16話～第17話）、武内孝吉（第12話、第15話、第18話、第21話、第23話、第26話）、猪崎宣昭（第20話、第22話）、白井政一（第24話～第25話）
- 記録：中川節子、沢田享子、黒岩美穂子、森靖子、久保田民子、大久保民子
- 演技事務：石坂久美男、真鍋和巳
- 製作担当：萩原静、高橋憲行
- 殺陣：髙倉英二
- 整音：トリッセン・スタジオ
- 効果：東宝効果集団
- 選曲：小原孝司
- 現像：東洋現像所
- 舞踊指導：川原緑濤
- 入墨：霞涼二
- 装置：三船プロ
- 小道具：高津映画装飾
- 装飾：三度屋美術工房
- 衣裳：京都衣裳
- 美粧：山田かつら店
- 制作協力：松竹
- 制作協力：三船プロダクション
- 製作：C.A.L

## 江戸を斬るV
「江戸を斬るV」（えどをきる5）は1980年2月18日から1980年8月11日までTBSで放送されたナショナル劇場のドラマ。製作はC.A.L。全26話。

### 概要
今作では松坂の多忙によりおゆきの出番が減った代わりに、金四郎が決め台詞の「お江戸の悪を許しちゃおけねぇ男よ」と共に桜吹雪を見せるシーンが加わった。また、葉村彰子のクレジットが、原作から原案に差し替わった。
第1話では後に同放送枠の「大岡越前」で同心となり、さらに3代目水戸光圀となる佐野浅夫が、お京の父親の岡っ引き役でゲスト出演している。なお、第1話では、お京については岡っ引きになる前の展開にリセットされている。また「まさご」で働くお志乃が同店で働くきっかけとなる話も合って前作とはパラレル的なシリーズとなった。
また前作同様、初回で侍姿の金四郎とお京がすれ違うシーンがある。

### キャスト

#### メインレギュラー
- 遠山金四郎：西郷輝彦
- おゆき（雪姫）：松坂慶子（第1話 - 第3話、第5話、第7話 - 第9話、第12話、第14話、第16話、第19話、第21話、第23話、第26話）
- 次郎吉（鼠小僧）：松山英太郎（第1話 - 第3話、第5話 - 第10話、第12話、第14話 - 第26話）
- 石橋堅吾：関口宏（第1話 - 第16話、第18話 - 第26話）
- 出目の金太：谷幹一
- お京：山口いづみ
- お千代：遠藤真理子（第1話 - 第16話、第18話 - 第19話、第21話 - 第23話、第25話 - 第26話）
- 石橋堅太郎：伊藤洋一（第1話、第3話 - 第4話、第7話、第9話、第11話 - 第12話、第14話、第19話 - 第20話、第22話、第24話 - 第26話）
- お志乃：仁和令子（第2話 - 第3話、第5話 - 第10話、第12話、第14話 - 第26話）
- お亀：かわいのどか（第1話 - 第3話、第5話 - 第10話、第12話、第14話 - 第20話、第22話 - 第26話）
- 弥太：有光豊（第1話 - 第14話、第16話 - 第20話、第22話 - 第26話）
- 留吉：小坂和之（第1話 - 第14話、第16話 - 第20話、第22話 - 第26話）
- 清吉：白井滋郎（第1話 - 第14話、第16話 - 第20話、第22話 - 第26話）
- 仙太：東田真一（第1話 - 第14話、第16話 - 第20話、第22話 - 第26話）
- 竹造：徳光信夫（第1話 - 第14話、第16話 - 第20話、第22話 - 第26話）
- 巳之助：奔田陵（第1話 - 第14話、第16話 - 第20話、第22話 - 第26話）
- お政：春川ますみ

#### 準レギュラー
- 咲：大山のぶ代（第1話 - 第3話、第16話、第18話、第21話、第24話 - 第26話）
- 原田喜左衛門：中村錦司（第1話 - 第2話、第16話、第18話、第24話 - 第26話）
- 阿部伊勢守正弘：入川保則（第26話）
- 水野忠邦：安部徹（第26話）

### スタッフ
- 原案：葉村彰子
- 脚本：葉村彰子（第1話、第3話、第5話、第7話、第16話、第22話、第26話）、大久保昌一良（第2話、第4話、第6話、第8話、第10話～第12話、第15話、第18話～第19話、第23話）、大西信行（第9話、第13話、第21話）、芦沢俊郎（第14話）、津田幸於（第17話、第20話）、廣澤榮（第24話）、櫻井康裕（第25話）
- 監督：山内鉄也（第1話～第4話、第7話、第10話、第13話、第15話、第19話、第22話、第24話、第26話）、岡本静夫（第5話、第25話）、内出好吉（第6話、第16話、第20話、第21話）、皆川隆之（第8話、第12話、第14話、第23話）、居川靖彦（第9話、第11話、第17話～第18話）
- プロデューサー：西村俊一
- 音楽：いずみ・たく
- 主題歌：「ねがい」（作詞：山上路夫 / 作曲：いずみ・たく / 唄：西郷輝彦）
- ナレーター：芥川隆行
- タイトル画：村上豊
- 題字：益川進
- 撮影：萩屋信、山岸長樹、平山善樹、原田裕平、牧浦地志
- 照明：大谷康郎、真城喩、伊勢晴夫、増田悦章
- 録音：面屋竜憲、中川清、神戸孝憲
- 美術：鈴木孝俊、高見哲也
- 助監督：金鐘守（第1話～第2話、第7話、第9話、第11話、第15話、第19話、第24話）、矢田清巳（第3話～第4話、第6話、第13話、第17話～第18話、第21話、第26話）、髙倉祐二（第5話、第8話、第10話、第12話、第14話、第16話、第20話、第22話～第23話、第25話）
- 記録：野崎八重子、川島庸子、小川加津子
- 編集：河合勝巳
- 擬斗：菅原俊夫、土井淳之祐（東映剣会）
- 衣裳：東京衣裳
- 美粧・結髪：東和美粧
- 装飾：関西美工
- 装置：青木茂雄
- 邦楽監修：中本敏生
- 特技：宍戸大全
- 演技事務：山下義明
- 進行主任：杉浦満州男、山田勝
- 小道具：髙津商会
- 協力：京都 大覚寺
- 現像：東洋現像所
- 制作協力：松竹
- 制作協力：東映
- 製作：C.A.L

## 江戸を斬るVI
『江戸を斬るVI』（えどをきるVI）は、1981年2月16日から1981年8月24日までTBSで放送されたナショナル劇場のドラマ。製作はC.A.L。全28話。

### 概要
西郷輝彦主演版の最終シリーズ。松坂の多忙により本作でのおゆきの出番は7回となった。そのため、本作ではお京がヒロインとなりお京役も由美かおるに交代している。

### キャスト

#### メインレギュラー
- 遠山金四郎：西郷輝彦
- お京：由美かおる
- 次郎吉（鼠小僧）：松山英太郎
- 出目の金太：谷幹一
- 石橋堅吾：関口宏
- お千代：遠藤真理子（第1話 - 第4話、第6話 - 第17話、第19話 - 第22話、第24話 - 第28話）
- 石橋堅太郎：伊藤洋一（第2話 - 第3話、第5話、第7話、第9話、第12話、第14話、第23話 - 第24話、第28話）
- 辰三：川崎公明（第1話 - 第17話、第19話 - 第22話、第24話 - 第28話）
- お志乃：清水久美子
- おたま：田中綾
- 弥太：有光豊（第1話 - 第17話、第19話 - 第22話、第24話 - 第28話）
- 巳之助：山本雅一（第1話 - 第17話、第19話 - 第22話、第24話 - 第28話）
- 竹造：伊庭剛（第1話 - 第17話、第19話 - 第22話、第24話 - 第28話）
- 仙太：東田真一（第1話 - 第17話、第19話 - 第22話、第24話 - 第28話）
- お政：春川ますみ（第1話 - 第17話、第19話 - 第22話、第24話 - 第28話）

#### 準レギュラー
- おゆき（雪姫）：松坂慶子（第1話 - 第2話、第6話 - 第7話、第10話、第17話、第28話）
- 咲：大山のぶ代（第1話 - 第2話、第10話、第28話）
- 原田喜左衛門：中村錦司（第1話 - 第2話、第10話、第28話）
- チョロ松：井上茂（第10話、第13話、第15話）

### スタッフ
- 原案：葉村彰子
- 脚本：葉村彰子（第1話、第7話～第8話、第10話、第13話、第18話、第23話、第26話、第28話）、大久保昌一良（第2話～第3話、第5話、第7話～第9話、第12話、第15話、第17話、第21話、第24話）、津田幸於（第4話、第6話、第11話、第14話、第16話、第19話、第27話）、櫻井康裕（第20話、第22話、第25話）、蘇武道夫（第26話）
- 監督：山内鉄也（第1話～第5話、第7話、第10話、第12話、第17話、第19話、第21話、第23話、第27話～第28話）、皆川隆之（第6話、第13話、第15話、第22話、第24話～第25話）、居川靖彦（第8話～第9話、第11話、第14話、第16話、第18話）、倉田準二（第20話、第26話）
- プロデューサー：西村俊一
- 音楽：いずみ・たく
- 主題歌：「ねがい」（作詞：山上路夫 / 作曲：いずみ・たく / 唄：西郷輝彦）
- ナレーター：芥川隆行
- タイトル画：村上豊
- 題字：益川進
- 撮影：萩屋信、古谷伸、原田裕平、片山顕
- 照明：真城喩、伊勢晴夫、大谷康郎、武邦男
- 録音：面屋竜憲、神戸孝憲、中川清
- 美術：鈴木孝俊、高見哲也
- 助監督：山本憲（第1話、第9話、第11話、第14話～第15話、第18話～第19話、第24話）、矢田清巳（第2話～第3話、第5話、第7話～第8話、第12話、第16話～第17話、第27話～第28話）、髙倉祐二（第4話、第21話）、金鐘守（第6話、第10話、第13話、第20話、第22話～第23話、第25話～第26話）
- 記録：川島庸子、満尾敦子、大原より子、野崎八重子、小川加津子
- 編集：河合勝巳
- 演技事務：山下義明
- 美粧・結髪：東和美粧
- 特技：宍戸大全
- 擬斗：菅原俊夫、土井淳之祐（東映剣会）
- 装置：青木茂雄、磯谷幸一
- 衣装：東京衣裳
- 装飾：関西美工
- 小道具：髙津商会
- 進行主任：杉浦満州男
- 邦楽監修：中本敏生
- 現像：東洋現像所
- 制作協力：松竹
- 制作協力：東映
- 製作：C.A.L

## 舞台版
初演版は第2部放映期間中の1978年に梅田コマ劇場で上演された。設定やキャストはドラマの第2部と同一だが、おゆき役は第2部で水野由美を演じた山口いづみが担当。脚本・大西信行、演出・津村健二。公演後には『西郷輝彦オンステージ』が開催された。
大まかなあらすじは公儀御用達の悪徳商人ばかりを狙う強盗一味・「夜の奉行」（首領役は第3部で脇坂重蔵を演じる成田三樹夫）に、北町奉行・遠山金四郎と紫頭巾に変身するおゆきが立ち向かい、一網打尽にするもの。ストーリーには大友柳太朗扮する謎の浪人と、春川ますみがお政と二役で演じる浪人の妻が絡むほか、南町の岡っ引きの閻魔の伊蔵らが登場する。

2003年10月に、『西郷輝彦芸能生活40周年記念公演』の第一部として 『江戸を斬る〜思い出に咲いた恋〜』が明治座で上演。脚本・池田政行。おゆき役は三原じゅん子。次郎吉は登場せず、設定は第4部以降を踏襲しているが魚政が登場しない。
主なあらすじは、江戸の人気者「大工の金公」の正体は北町奉行・遠山金四郎。江戸の町を凶賊・「十六夜組」が暗躍し、一家皆殺しの残忍な手口から人々を恐怖に陥れる。探索を始めた金四郎の前に現れたのは、十年前に別れた恋人・おのぶだった。驚く金四郎、おのぶと十六夜組の繋がりとは…？というもの。